# Anna Sadowa-Stroińska
Anna Sadowa-Stroińska (ur. 1945) – polska piosenkarka, wokalistka zespołów Filipinki, Partita, Ptaki i Sezam.

## Życiorys

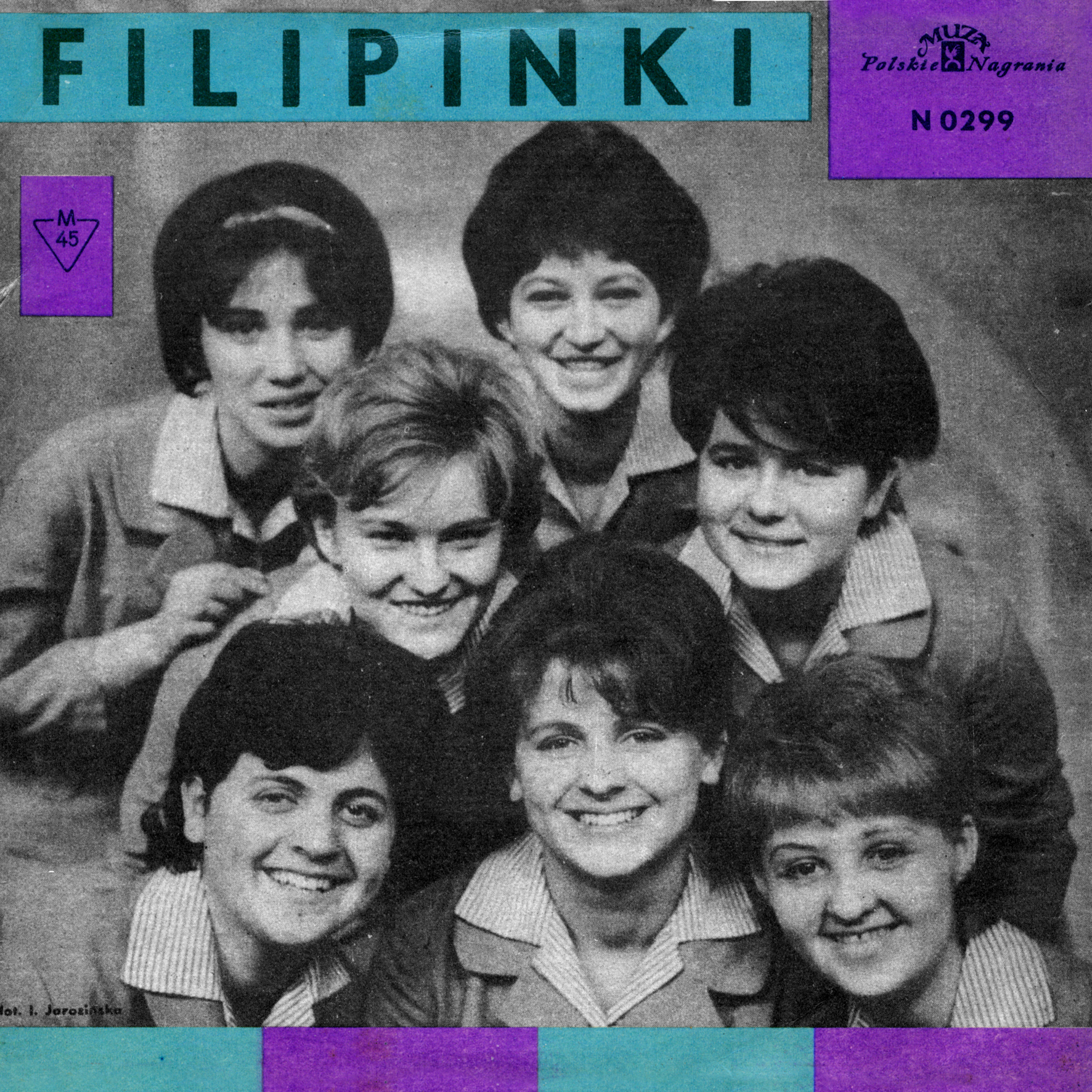
Anna Sadowa-Stroińska w środkowym rzędzie, po prawej (1964)

Była uczennicą Technikum Handlowego w Szczecinie, gdzie z inicjatywy Jana Janikowskiego powstał w 1959 zespół Filipinki. Występowała w podstawowym składzie zespołu do lipca 1970. Śpiewała mezzosopranem, w latach 1968–1970 pełniła w zespole funkcję liderki, w tym okresie została także drugą solistką zespołu. Po rozstaniu z Filipinkami przez krótki czas należała do zespołu Partita, a jesienią 1971 wraz z mężem Wiktorem Stroińskim (ex-lider zespołu Dzikusy) dołączyła do nowo utworzonej grupy Ptaki. Razem z Ptakami występowała przez cztery lata, m.in. na XII Krajowym Festiwalu Piosenki w Opolu. W 1975 razem z Wiktorem Stroińskim utworzyła zespół Sezam, z którym wystąpiła m.in. na XIV Krajowym Festiwalu Piosenki Polskiej w Opolu. Jesienią 1976 razem z zespołem wyjechała do Norwegii, gdzie występowała do połowy lat 80. Mieszka w Warszawie.